# Associazione Sportiva Martina Franca 1947 2014-2015
Questa voce raccoglie le informazioni riguardanti l'Associazione Sportiva Martina Franca 1947 nelle competizioni ufficiali della stagione 2014-2015.

## Rosa
| N. |                    | Ruolo | Calciatore          |
| -- | ------------------ | ----- | ------------------- |
|    | Italia (bandiera)  | P     | Nicola Modesti      |
|    | Italia (bandiera)  | P     | Marco Bleve         |
|    | Italia (bandiera)  | P     | Emanuele Geria      |
|    | Italia (bandiera)  | D     | Patrizio Caso       |
|    | Albania (bandiera) | D     | Hysen Memolla       |
|    | Francia (bandiera) | D     | Richard Samnick     |
|    | Italia (bandiera)  | D     | Domenico Brunetti   |
|    | Italia (bandiera)  | D     | Matteo Patti        |
|    | Brasile (bandiera) | D     | Fabiano             |
|    | Italia (bandiera)  | D     | Jonathan Adone      |
|    | Italia (bandiera)  | D     | Francesco De Giorgi |
|    | Italia (bandiera)  | D     | Giovanni Tomi       |
|    | Italia (bandiera)  | D     | Sedrick Kalombo     |
|    | Italia (bandiera)  | C     | Umberto De Lucia    |
|    | Italia (bandiera)  | C     | Rosario Buccolo     |

| N. |                               | Ruolo | Calciatore         |
| -- | ----------------------------- | ----- | ------------------ |
|    | Italia (bandiera)             | C     | Vincenzo Pepe      |
|    | Italia (bandiera)             | C     | Davide Leto        |
|    | Italia (bandiera)             | C     | Luca Guadalupi     |
|    | Uruguay (bandiera)            | C     | Nicolás Amodio     |
|    | Senegal (bandiera)            | C     | Ousmane Diop       |
|    | Italia (bandiera)             | C     | Carlo De Risio     |
|    | Italia (bandiera)             | C     | Carlo Calvetti     |
|    | Italia (bandiera)             | C     | Saverio Pellecchia |
|    | Italia (bandiera)             | C     | Pietro Arcidiacono |
|    | Italia (bandiera)             | C     | Mirko Carretta     |
|    | Perù (bandiera)               | A     | Sebastian Capurro  |
|    | Italia (bandiera)             | A     | Simone Caruso      |
|    | Italia (bandiera)             | A     | Adriano Montalto   |
|    | Italia (bandiera)             | A     | Andrea Magrassi    |
|    | Macedonia del Nord (bandiera) | A     | Filip Pivkovski    |

## Calciomercato

### Sessione estiva(dal 1/7 al 31/8)
| Acquisti | Acquisti                | Acquisti         | Acquisti   |
| R.       | Nome                    | da               | Modalità   |
| -------- | ----------------------- | ---------------- | ---------- |
| P        | Emanuele Geria          | Trapani          | definitivo |
| D        | Francesco De Giorgi     | Chieti           | definitivo |
| D        | Matteo Patti            | Arzanese         | definitivo |
| D        | Patrizio Caso           | Arzanese         | definitivo |
| D        | Jonathan Adone          | Bari             | ?          |
| D        | Domenico Brunetti       | Lecce            | prestito   |
| D        | Giovanni Tomi           | Rimini           | definitivo |
| D        | Richard-Quentin Samnick | Bari             | prestito   |
| D        | Carlo Calvetti          | Verona           | ?          |
| D        | Fabiano                 | Shandong Taishan | definitivo |
| D        | Sedrick Kalombo         | Lecce            | prestito   |
| C        | Mirko Carretta          | Matera           | definitivo |
| C        | Davide Leto             | Crotone          | prestito   |
| C        | Nicolás Amodio          | Lecce            | prestito   |
| C        | Saverio Pellecchia      | Brindisi         | definitivo |
| C        | Luca Guadalupi          | Lecce            | prestito   |
| C        | Carlo De Risio          | Benevento        | prestito   |
| C        | Ousmane Diop            | Catania          | ?          |
| A        | Sebastian Capurro       | Cienciano        | ?          |
| A        | Andrea Magrassi         | Sampdoria        | prestito   |
| A        | Simone Caruso           | Catania          | prestito   |

| Cessioni | Cessioni            | Cessioni      | Cessioni      |
| R.       | Nome                | a             | Modalità      |
| -------- | ------------------- | ------------- | ------------- |
| P        | Francesco Leuci     | Arezzo        | definitivo    |
| D        | Ernesto Dispoto     | Termoli       | definitivo    |
| D        | Davide Salvatori    | Santarcangelo | definitivo    |
| D        | Luigi Ciampa        | Foligno       | prestito      |
| D        | Pietro Zammuto      | Barletta      | definitivo    |
| D        | Giuseppe Zampano    | Crotone       | definitivo    |
| D        | Domenico Frasciello | Benevento     | fine prestito |
| C        | Nicola Petrilli     | Padova        | definitivo    |
| C        | Vittorio Salustri   | Tuttocuoio    | definitivo    |
| C        | Ousmane Diop        | Catania       | fine prestito |
| C        | Mirko Guadalupi     | Bisceglie     | definitivo    |
| C        | Luca Di Lauri       | Giana Erminio | definitivo    |
| C        | Nicola Gai          | Paganese      | definitivo    |
| C        | Raffaele De Martino | Rimini        | definitivo    |
| A        | Gerardo Masini      | Rimini        | definitivo    |
| A        | Giuseppe Bozzi      | Nardò         | definitivo    |
| A        | Facundo Lescano     | Genoa         | fine prestito |

### Sessione invernale(dal 5/1 al 2/2)
| Acquisti | Acquisti        | Acquisti | Acquisti   |
| R.       | Nome            | da       | Modalità   |
| -------- | --------------- | -------- | ---------- |
| C        | Rosario Buccolo | Messina  | definitivo |
| C        | Vincenzo Pepe   | Messina  | definitivo |
| A        | Filip Pivkovski | Novara   | definitivo |

| Cessioni | Cessioni      | Cessioni | Cessioni   |
| R.       | Nome          | a        | Modalità   |
| -------- | ------------- | -------- | ---------- |
| D        | Gabriele Core | Barletta | definitivo |

## Risultati

### Lega Pro - Girone C

#### Girone di andata
| Arbitro: | Boggi (Salerno) |

|                                        |           |                                    |
| Iemmello 15’ Agnelli 25’ Cavallaro 47’ | Marcatori | 26’ Pellecchia 62’ (rig.) Montalto |

| Arbitro: | Guccini (Albano Laziale) |

|                |           |                                |
| Pellecchia 68’ | Marcatori | 83’ (rig.) Calil 90’ Mendicino |

| Arbitro: | Fiorini (Frosinone) |

|                     |           |  |
| Russotto 62’ (rig.) | Marcatori |  |

| Arbitro: | Colosimo (Torino) |

|                      |           |                        |
| Patti 40’ Caruso 51’ | Marcatori | 59’ (rig.) 90’ Ciotola |

| Arbitro: | Vesprini (Macerata) |

|                                     |           |                               |
| 26’ Carretta 40’ (rig.) Arcidiacono | Marcatori | Di Carmine 65’ Contessa 90+3’ |

| Arbitro: | Guarino (Caltanissetta) |

|               |           |  |
| Doninelli 61’ | Marcatori |  |

| Arbitro: | Viotti (Tivoli) |

|             |           |                             |
| 3’ Carretta | Marcatori | Del Sante 32’ Scarsella 57’ |

| Aprilia 12 ottobre 2014, ore 14:30 CEST 8ª giornata | Lupa Roma             | 0 – 0 referto | Martina | Stadio Quinto Ricci (470 spett.)\| Arbitro: \| Bichisecchi (Livorno) \| |
| Arbitro:                                            | Bichisecchi (Livorno) |               |         |                                                                         |

| Arbitro: | Perotti (Legnano) |

|                             |           |             |
| Montalto 20’ 75’ (rig.) 78’ | Marcatori | 62’ N'Diaye |

| Arbitro: | Lacagnina (Caltanissetta) |

|               |           |                             |
| Checcucci 15’ | Marcatori | 78’ Fabiano 87’ Arcidiacono |

| Martina Franca 1 novembre 2014, ore 14:30 CEST 11ª giornata | Martina           | 0 – 0 referto | Melfi | Stadio Giuseppe Domenico Tursi (1500 spett.)\| Arbitro: \| Martinelli (Roma) \| |
| Arbitro:                                                    | Martinelli (Roma) |               |       |                                                                                 |

| Arbitro: | Rapuano (Rimini) |

|                             |           |                 |
| Floriano 18’ Cortellini 64’ | Marcatori | 54’ Arcidiacono |

| Arbitro: | Mei (Pesaro) |

|                        |           |              |
| Alvino 62’ Diakitè 68’ | Marcatori | 32’ Magrassi |

| Arbitro: | Maggioni (Lecco) |

|                         |           |             |
| Montalto 60’ (rig.) 85’ | Marcatori | 25’ Izzillo |

| Arbitro: | Melidoni (Frattamaggiore) |

|                                       |           |              |
| Mucciante 33’ Letizia 43’ Madonia 80’ | Marcatori | 29’ Montalto |

| Arbitro: | Cifelli (Campobasso) |

|                 |           |                     |
| Arcidiacono 23’ | Marcatori | 5’ (rig.) Calderini |

| Arbitro: | Fiore (Barletta) |

|  |           |              |
|  | Marcatori | 76’ Carretta |

| Arbitro: | Giuia (Pisa) |

|                           |           |  |
| De Risio 63’ Montalto 90’ | Marcatori |  |

| Arbitro: | Piscopo (Imperia) |

|           |           |  |
| Gjuci 25’ | Marcatori |  |

#### Girone di ritorno
| Arbitro: | Valiante (Nocera Inferiore) |

|                             |           |               |
| Magrassi 3’ Arcidiacono 50’ | Marcatori | 65’ Gigliotti |

| Arbitro: | Balice (Termoli) |

|           |           |  |
| Calil 89’ | Marcatori |  |

| Arbitro: | De Angeli (Abbiategrasso) |

|                                   |           |  |
| Arcidiacono 45’ (rig.) 87’ (rig.) | Marcatori |  |

| Arbitro: | Pelagatti (Arezzo) |

|             |           |  |
| Millesi 58’ | Marcatori |  |

| Arbitro: | Bertani (Pisa) |

|                |           |              |
| Di Carmine 44’ | Marcatori | 12’ De Lucia |

| Arbitro: | Paolini (Ascoli Piceno) |

|  |           |            |
|  | Marcatori | 50’ Eusepi |

| Arbitro: | Formato (Benevento) |

|              |           |         |
| Montella 11’ | Marcatori | 8’ Pepe |

| Arbitro: | Amoroso (Paola) |

|                                    |           |  |
| Arcidiacono 9’ Montalto 83’ (rig.) | Marcatori |  |

| Arbitro: | Caso (Verona) |

|                               |           |  |
| Sassano 13’ Magliocchetti 17’ | Marcatori |  |

| Arbitro: | Pagliardini (Arezzo) |

|                                       |           |               |
| Patti 3’ Arcidiacono 74’ Montalto 90’ | Marcatori | 78’ Cremaschi |

| Melfi 15 marzo 2015, ore 11:00 CEST 30ª giornata | Melfi              | 0 – 0 referto | Martina | Stadio Arturo Valerio (1000 spett.)\| Arbitro: \| Dionisi (L'Aquila) \| |
| Arbitro:                                         | Dionisi (L'Aquila) |               |         |                                                                         |

| Arbitro: | Baldicchi (Città di Castello) |

|  |           |                |
|  | Marcatori | 14’ Ingretolli |

| Arbitro: | Pelagatti (Arezzo) |

|               |           |                                  |
| De Giorgi 49’ | Marcatori | 25’ Marano 34’ Cunzi 64’ Diakite |

| Messina 2 aprile 2015, ore 14:00 CEST 33ª giornata | Messina             | 0 – 0 referto | Martina | Stadio San Filippo (1889 spett.)\| Arbitro: \| Vesprini (Macerata) \| |
| Arbitro:                                           | Vesprini (Macerata) |               |         |                                                                       |

| Arbitro: | Di Martino (Teramo) |

|  |           |          |
|  | Marcatori | 89’ Diop |

| Cosenza 18 aprile 2015, ore 15:00 CEST 35ª giornata | Cosenza              | 0 – 0 referto | Martina | Stadio San Vito (1070 spett.)\| Arbitro: \| Pietropaolo (Modena) \| |
| Arbitro:                                            | Pietropaolo (Modena) |               |         |                                                                     |

| Arbitro: | Baroni (Firenze) |

|  |           |             |
|  | Marcatori | 57’ Doumbia |

| Pagani 3 maggio 2015, ore 15:00 CEST 37ª giornata | Paganese          | 0 – 0 referto | Martina | Stadio Marcello Torre (600 spett.)\| Arbitro: \| Lanza (Nichelino) \| |
| Arbitro:                                          | Lanza (Nichelino) |               |         |                                                                       |

| Arbitro: | Di Ruberto (Nocera Inferiore) |

|  |           |              |
|  | Marcatori | 15’ 49’Viola |

### Coppa Italia Lega Pro

#### Fase eliminatoria a gironi
| Arbitro: | Mantelli (Brescia) |

|                                           |           |                   |
| Del Sante 62’ (rig.) Improta 90+4’ (rig.) | Marcatori | 33’, 80’ Carretta |

| Arbitro: | Strippoli (Bari) |

|            |           |             |
| Caruso 70’ | Marcatori | 28’ Coletti |

## Statistiche
Statistiche aggiornate al 9 maggio 2015.

### Statistiche di squadra
| Competizione          | Punti | In casa | In casa | In casa | In casa | In casa | In casa | In trasferta | In trasferta | In trasferta | In trasferta | In trasferta | In trasferta | Totale | Totale | Totale | Totale | Totale | Totale | D.R |
| Competizione          | Punti | G       | V       | N       | P       | Gf      | Gs      | G            | V            | N            | P            | Gf           | Gs           | G      | V      | N      | P      | Gf     | Gs     | D.R |
| --------------------- | ----- | ------- | ------- | ------- | ------- | ------- | ------- | ------------ | ------------ | ------------ | ------------ | ------------ | ------------ | ------ | ------ | ------ | ------ | ------ | ------ | --- |
| Lega Pro - Girone C   | 38    | 19      | 7       | 4       | 8       | 24      | 22      | 19           | 2            | 7            | 10           | 10           | 20           | 38     | 9      | 11     | 18     | 34     | 42     | -38 |
| Coppa Italia Lega Pro | 2     | 1       | 0       | 1       | 0       | 1       | 1       | 1            | 0            | 1            | 0            | 2            | 2            | 2      | 0      | 2      | 0      | 3      | 3      | -2  |
| Totale                | 40    | 20      | 7       | 5       | 8       | 25      | 23      | 20           | 2            | 8            | 10           | 12           | 22           | 40     | 9      | 13     | 18     | 37     | 45     | -40 |

### Andamento in campionato
| Giornata  | 1  | 2  | 3  | 4  | 5  | 6  | 7  | 8  | 9  | 10 | 11 | 12 | 13 | 14 | 15 | 16 | 17 | 18 | 19 | 20 | 21 | 22 | 23 | 24 | 25 | 26 | 27 | 28 | 29 | 30 | 31 | 32 | 33 | 34 | 35 | 36 | 37 | 38 |
| --------- | -- | -- | -- | -- | -- | -- | -- | -- | -- | -- | -- | -- | -- | -- | -- | -- | -- | -- | -- | -- | -- | -- | -- | -- | -- | -- | -- | -- | -- | -- | -- | -- | -- | -- | -- | -- | -- | -- |
| Luogo     | T  | C  | T  | C  | C  | T  | C  | T  | C  | T  | C  | C  | T  | C  | T  | C  | T  | C  | T  | C  | T  | C  | T  | T  | C  | T  | C  | T  | C  | T  | C  | C  | T  | C  | T  | C  | T  | C  |
| Risultato | P  | P  | P  | N  | N  | P  | P  | N  | V  | V  | N  | P  | P  | V  | P  | N  | V  | V  | P  | V  | P  | V  | P  | N  | P  | N  | V  | P  | V  | N  | P  | P  | N  | P  | N  | P  | N  | P  |
| Posizione | 16 | 19 | 19 | 18 | 17 | 19 | 20 | 20 | 16 | 12 | 13 | 15 | 16 | 14 | 16 | 16 | 15 | 13 | 14 | 13 | 13 | 12 | 13 | 13 | 13 | 13 | 11 | 13 | 11 | 12 | 12 | 12 | 13 | 13 | 13 | 14 | 14 | 14 |

Fonte:  Italian Lega Pro 1 Divisione C, su corrieredellosport.it, Corriere dello Sport. URL consultato il 10 novembre 2014 (archiviato dall'url originale il 30 settembre 2014).
Legenda:

Luogo: C = Casa; T = Trasferta. Risultato: V = Vittoria; N = Pareggio; P = Sconfitta.

### Statistiche dei giocatori
Sono in corsivo i calciatori che hanno lasciato la società a stagione in corso.
| Giocatore      | Lega Pro - Girone C | Lega Pro - Girone C | Lega Pro - Girone C | Lega Pro - Girone C | Coppa Italia Lega Pro | Coppa Italia Lega Pro | Coppa Italia Lega Pro | Coppa Italia Lega Pro | Totale   | Totale | Totale      | Totale     |
| Giocatore      | Presenze            | Reti                | Ammonizioni         | Espulsioni          | Presenze              | Reti                  | Ammonizioni           | Espulsioni            | Presenze | Reti   | Ammonizioni | Espulsioni |
| -------------- | ------------------- | ------------------- | ------------------- | ------------------- | --------------------- | --------------------- | --------------------- | --------------------- | -------- | ------ | ----------- | ---------- |
| J. Adone       | -                   | -                   | -                   | -                   | -                     | -                     | -                     | -                     | -        | -      | -           | -          |
| N. Amodio      | 10                  | 0                   | 2                   | 0                   | -                     | -                     | -                     | -                     | 10       | 0      | 2           | 0          |
| P. Arcidiacono | 35                  | 7                   | 7                   | 0                   | 2                     | 0                     | 1                     | 0                     | 37       | 7      | 8           | 0          |
| M. Bleve       | 36                  | -40                 | 2                   | 0                   | 1                     | -1                    | 0                     | 0                     | 37       | -41    | 2           | 0          |
| D. Brunetti    | 5                   | 0                   | 1                   | 0                   | -                     | -                     | -                     | -                     | 5        | 0      | 1           | 0          |
| R. Buccolo     | 15                  | 0                   | 2                   | 0                   | -                     | -                     | -                     | -                     | 15       | 0      | 2           | 0          |
| C. Calvetti    | 3                   | 0                   | 0                   | 0                   | -                     | -                     | -                     | -                     | 3        | 0      | 0           | 0          |
| S. Capurro     | 2                   | 0                   | 0                   | 0                   | -                     | -                     | -                     | -                     | 2        | 0      | 0           | 0          |
| M. Carretta    | 17                  | 2                   | 5                   | 0                   | 1                     | 2                     | 0                     | 0                     | 18       | 4      | 5           | 0          |
| S. Caruso      | 22                  | 1                   | 0                   | 0                   | 2                     | 1                     | 1                     | 0                     | 24       | 2      | 1           | 0          |
| P. Caso        | 5                   | 0                   | 1                   | 1                   | -                     | -                     | -                     | -                     | 5        | 0      | 1           | 1          |
| L. Ciampa      | -                   | -                   | -                   | -                   | 1                     | 0                     | 0                     | 0                     | 1        | 0      | 0           | 0          |
| F. De Giorgi   | 33                  | 1                   | 4                   | 1                   | 1                     | 0                     | 0                     | 0                     | 34       | 1      | 4           | 1          |
| U. De Lucia    | 31                  | 1                   | 6                   | 0                   | 2                     | 0                     | 1                     | 0                     | 33       | 1      | 7           | 0          |
| C. De Risio    | 21                  | 1                   | 2                   | 0                   | 2                     | 0                     | 0                     | 0                     | 23       | 1      | 2           | 0          |
| O. Diop        | 20                  | 0                   | 4                   | 0                   | 2                     | 0                     | 0                     | 0                     | 22       | 0      | 4           | 0          |
| Fabiano        | 33                  | 1                   | 9                   | 0                   | -                     | -                     | -                     | -                     | 33       | 1      | 9           | 0          |
| E. Geria       | -                   | -                   | -                   | -                   | -                     | -                     | -                     | -                     | -        | -      | -           | -          |
| L. Guadalupi   | 3                   | 0                   | 1                   | 0                   | 1                     | 0                     | 0                     | 0                     | 4        | 0      | 1           | 0          |
| T. Iaia        | 1                   | 0                   | 0                   | 0                   | -                     | -                     | -                     | -                     | 1        | 0      | 0           | 0          |
| D. Leto        | 7                   | 0                   | 0                   | 0                   | -                     | -                     | -                     | -                     | 7        | 0      | 0           | 0          |
| S. Kalombo     | 18                  | 0                   | 2                   | 0                   | -                     | -                     | -                     | -                     | 18       | 0      | 2           | 0          |
| A. Magrassi    | 15                  | 2                   | 3                   | 0                   | -                     | -                     | -                     | -                     | 15       | 2      | 3           | 0          |
| H. Memolla     | 27                  | 0                   | 3                   | 0                   | -                     | -                     | -                     | -                     | 27       | 0      | 3           | 0          |
| N. Modesti     | 2                   | -2                  | 0                   | 0                   | 1                     | -2                    | 0                     | 0                     | 3        | -4     | 0           | 0          |
| A. Montalto    | 26                  | 11                  | 3                   | 1                   | 2                     | 0                     | 0                     | 0                     | 28       | 11     | 3           | 1          |
| M. Patti       | 31                  | 2                   | 4                   | 2                   | 1                     | 0                     | 0                     | 1                     | 32       | 2      | 4           | 3          |
| S. Pellecchia  | 9                   | 2                   | 0                   | 0                   | -                     | -                     | -                     | -                     | 9        | 2      | 0           | 0          |
| V. Pepe        | 15                  | 1                   | 3                   | 0                   | -                     | -                     | -                     | -                     | 15       | 1      | 3           | 0          |
| F. Pivkovski   | 12                  | 0                   | 0                   | 0                   | -                     | -                     | -                     | -                     | 12       | 0      | 0           | 0          |
| R.Q. Samnick   | 17                  | 0                   | 1                   | 2                   | 1                     | 0                     | 0                     | 0                     | 18       | 0      | 1           | 2          |
| G. Tomi        | 31                  | 0                   | 11                  | 0                   | 2                     | 0                     | 1                     | 0                     | 33       | 0      | 12          | 0          |
| M. Velardi     | 1                   | 0                   | 0                   | 0                   | -                     | -                     | -                     | -                     | 1        | 0      | 0           | 0          |